# Magnusov efekat
Magnusov efekat je pojava koja nastaje kada telo rotira u struji fluida. Na telo koje rotira u struji fluida deluje sila koja je normalna na osu rotacije tela, a nastaje kao posledica razlike pritisaka на gornjoj i donjoj strani tela. Hajnrih Gustav Magnus (1802. – 1870) je prvi uočio i opisao ovu pojavu. Ovaj efekat je po Magnusu dobio ime, a pomenuta sila se često naziva Magnusova sila.
Magnusov efekat je jedna posebna vrsta Bernulijevog principa koja kaže da je u oblasti kretanja fluida povećanje brzine praćeno smanjenjem pritiska i obrnuto. Magnusova sila zavisi od brzine vazduha, brzine loptice i brzine rotacije loptice. Magnusov efekat ima primenu u mnogim sportovima, u pogonu rotornih brodova i Fletnerovih aviona.

## Istorija
Fizičar Isak Njutn je još 1672. godine primetio da rotacija loptice uzrokuje njeno talasanje u vazduhu.
Tek kasnije, nemački naučnik Hajnrih Gustav Magnus, opisao je matematički rezultujuću silu koja deluje na sferu koja se kreće u fluidu. Magnus objašnjava i pokazuje zašto đule ispaljeno iz topa, pri svom paraboličnom letu kroz vazduh istupa iz svog pravog cilja na jednu ili na drugu stranu, odnosno kako rotira u jednom ili u drugom smeru. On je utvrdio i sa izvedenim eksperimentima dokazao u laboratoriji, da vazdušne struje prouzrokovane rotacijom đuleta, jesu uzrok postanka jedne nove sile koja je usmerena vertikalno u odnosu na osu rotacije đuleta. 
Magnusov efekat je objasnio silu koja deluje na telo u struji fluida, ali on nije objasnio uzrok postanka ove sile. Uzrok ove sile objašnjen je tek 1904. godine aktivnošću naučnika Ludviga Prandtla (1875—1953). On je analizirao ovu pojavu oslanjajući se na granični sloj fluida.

## Uslovi za pojavu Magnusovog efekta
- Pretpostavimo da se jedan valjak nalazi u fluidu određene viskoznosti. Na slici (a) je prikazan pogled sa strane na valjak. Ako valjak počne da rotira, zbog trenja između valjka i fluida javi se sila trenja na valjak i na najbliži sloj fluida koji ga okružuje. Ova sila se suprotstavlja kretanju valjka, ali pokreće prvi sloj fluida oko valjka. Oko ovog prvog sloja fluida postoji i sledeći sloj i između njih se pojavljuje sila trenja, koja pokreće sledeći sloj. Na ovaj način fluid oko valjka počinje da se kreće u smeru rotacije valjka. Brzina strujanja fluida opada sa povećanjem rastojanja od valjka. Na slici (a) su prikazane strujne linije fluida. Za ovakav način prikazivanja strujanja važi da je na mestima gde su strujne linije gušće brzina veća, dok je brzina strujanja manja tamo gde su strujne linije ređe.

- Na slici (b) je prikazan valjak koji miruje i nalazi se u struji fluida. Po obliku strujnih linija vidimo da se brzina fluida povećala sa gornje i donje strane valjka. Ovo je posledica opstrujavanja, tj, čestice koje moraju da zaobiđu valjak moraju da pređu veći put, pa im se mora povećati brzina.

- I na kraju na slici (c) imamo valjak koji se nalazi u struji fluida i rotira. Najjednostavniji način ja da saberemo brzine fluida sa slike (a) i slike (b). Vidimo da su smerovi brzina fluida usled rotacije i brzine fluida usled strujanja jednaki iznad valjka i tu dolazi do njihovog sabiranja i povećanja brzine strujanja. Ispod valjka smerovi brzina su suprotni, pa je rezultantna brzina manja od brzine strujanja fluida. Dakle, sada se iznad valjka nalazi zona povećane brzine, a prema Bernulijevoj jednačini u toj zoni će doći do smanjenja pritiska. Sa donje strane valjka imamo zonu smanjene brzine što znači da je došlo do povećanja pritiska. Pošto je sa donje strane valjka pritisak viši od pritiska sa gornje strane valjka, javiće se rezultantna sila na telo usmerena od zone višeg ka zoni nižeg pritiska. Ta sila se naziva Magnusova sila.

## Izračunavanje Magnusove sile
Magnusova sila za male brzine se može izračunati prema izrazu:
{\displaystyle F_{M}={\mathit {k}}{\mathit {f}}{\mathit {v}}C_{D}}
gde je:
- {\displaystyle F_{M}} = Magnusova sila,
- {\displaystyle {\mathit {k}}} = konstanta proporcionalnosti,
- {\displaystyle {\mathit {f}}} = frekvencija rotiranja tela,
- {\displaystyle {\mathit {v}}} =brzina strujanja vazduha i
- {\displaystyle C_{D}} = aerodinamički koeficijent otpora datog tela.

Pomoću sledeće formule može se izračunati intenzitet sile koja deluje na telo u struji vazduha normalno na njegovu osu rotacije, odnosno možemo odrediti intenzitet Magnusove sile:
{\displaystyle {F}={\frac {1}{2}}\rho v^{2}AC_{L}}
gde je:
- {\displaystyle F} = Magnusova sila,
- {\displaystyle \rho } = gustina tečnosti,
- {\displaystyle v} = linijska brzina lopte,
- {\displaystyle A} = poprečni presek te lopte i
- {\displaystyle C_{L}} = koeficijent izdizanja lopte.

## Primena Magnusovog efekta
Nemački inženjer Anton Fletner (1885—1961) praktično je iskoristio Magnusovu silu primenivši je u pogonu broda. Brod ima dva valjka koji rotiraju.Pri duvanju vetra stvara se nizak pritisak sa jedne strane valjka i visok pritisak sa druge strane valjka, a kao posledica stvara se Magnusova sila koja pokreće brod.
Fletnerov avion je avion koji nema krila, ali umesto toga koristi valjak koji rotira pri čemu se stvara Magnusova sila koja omogućava da avion uzleti.

### Primena Magnusovog efekta u sportu
Ovaj zanimljiv efekat nalazi primenu u brojnim sportovima, kao što su: tenis, fudbal, bejzbol, golf, odbojka, kriket, itd. 
- U teniskom svetu postoje topspin, backspin i tzv. sidespin i kretanje loptice zavisi od smera delovanja Magnusove sile. Udarcem reketom teniskoj loptici možemo saopštiti dve vrste rotacije oko njene ose tzv. backspin i sidespin. Putanja reketa se u tom slučaju razlikuje nego kod standardnih ravnih udaraca. Vrh loptice kod topspina rotira suprotno smeru strujanja vazduha što usporava strujanje pri vrhu loptice. Pri dnu loptice dešava se suprotna stvar: dno loptice rotira u smeru strujanja vazduha što tu struju ubrzava. Zbog razlike među pritiscima na donjoj i gornjoj strani loptice dolazi do pojave Magnusove sile. Kod backspina ili underspina loptica rotira u smeru suprotnom od smera kretanja. Takođe postoji i sidespin odnosno tzv. „udarac sa strane”.
- Profesionalni odbojkaši koriste Magnusov efekat da bi usmerili nepredvidivo kretanje lopte iznad protivničke ekipe i njen pad. Od 2008. godine za dvoransku a od 2023. za odbojku na pesku zvanične lopte su dizajnirane sa rupicama koje omogućavaju precizno korišćenje Magnusovog efekta.
- Zakrivljena putanja loptice za golf poznata je kao kriška ili kuka. Loptica rotira suprotno od pravca kretanja što joj omogućuje da ostane malo duže u vazduhu nego što bi bila da ne rotira oko svoje ose. U ovom slučaju Magnusova sila omogućuje loptici da putuje dalje.
- U bejzbolu usled rotacije loptice dolazi do stvaranja niskog pritiska sa jedne strane lopte i visokog pritiska sa druge strane, stoga se loptica kreće prema pravcu niskog pritiska, a to kretanje omogućava Magnusova sila.

## Literatura
1. Momčilo M. Pejović, Opšti kurs fizike II izdanje, Univerzitet u Nišu, Elektronski fakultet, Niš, 2001
2. Petar Kulišić, Mehanika i toplina, Školska knjiga, Zagreb, 1990
3. Josip Škarica, Flettnerov rotorni brod, Tisak ,,Rodoljuba”, Beograd, 1925

## Spoljašnje veze
- The Magnus Effect in Volleyball